# 베셸리예 울리브키
베셸리예 울리브키(러시아어: Весёлые улыбки)는 t.A.T.u.의 세 번째 러시아어 정규 응반이다. 작업 당시 제목은 Управление отбросами였으다. 2008년 10월 21에 발매되어, 러시아에서 20만 장 이상 발매되었다. 영어 앨범 'Waste Management'는 2009년 12월 발매되었다. 원래 앨범 표지에 우주인 이소연이 들어갈 예정이었으나, 초상권 문제 때문에 달 표면 사진으로 변경되었다.

## 싱글
- 이 앨범의 첫 싱글 《벨리 플라시크》는 2007년 11월에 발매되었고, 뮤직 비디오는 같은 해 11월 29일에 공개되었다.[4] 싱글 앨범에는 타이틀 곡의 여러 리믹스와 곡 〈220〉이 들어 있다. 휴대폰 배경화면, 벨소리, 포스터와 차기 앨범 50루블 할인권이 들어 있었으나, 할인권은 2008년 6월에 만료되었으나, 이 앨범을 사는 데 할인권을 쓸 수 있다.[1][5]
- 두 번째 싱글 《220》은 2008년 4월 발매되었다. 〈벨리 플라시크〉의 리믹스와 휴대폰 배경화면 3장이 들어 있다. 2008년 6월 뮤직 비디오가 공개되었다.[6]
- 세 번째 싱글 《You and I》는 2008년 9월 12일 러시아의 러브 라디오,[7] 9월 16일 우크라이나의 유로파 플러스를 통해 공개되었다.[8]
- 네 번째 싱글 《스네고파디》는 2009년 4월 발매되었다. 4월 9일 뮤직 비디오 트레일러와 발매 예정이 공지되었다.[9] 비디오가 공개된 후 유튜브 채널에는 TV 버전과 "Heart Attack Edition"이 올라왔으며, 후자는 음악이 없고 영상만 있다.[10][11]

## 곡 목록
1. "Intro" (V. Kilar) – 3:09
2. "Белый плащик (벨리 플라시크)" (V. Kilar, M. Maxakova, T.A. Music) – 3:14
3. "You and I" (E. Buller, A. Kubiszewski) – 3:14
4. "Снегопады (스네고파디)" (Slowman, K. Salem, T.A. Music) – 3:16
5. "220 " (V. Polienko) – 3:09
6. "Марсианские глаза (마르시안스키에 글라자)" (S. Galoyan, T.A. Music) – 3:09
7. "Человечки (첼로베치키)" (Slowman, T.A. Music) – 3:28
8. "Весёлые улыбки (베셸리예 울리브키)" (E. Matveidzev) – 2:05
9. "Running Blind" (J. Schramm, L. Reinatz, C. Behrens, Sven Martin, R. Schwenger, L. Dissing) – 3:40
10. "Fly on the Wall" (J. Alexander, B. Steinberg) – 3:57
11. "Время Луны (브레먀 루니)" (V. Kilar, T.A. Music) – 3:24
12. "Не жалей (네 잘레이)" (V. Kilar, T.A. Music) – 3:06

## 발매 일정
| 지역                                                   | 날짜             | 레이블                | 형태            |
| ------------------------------------------------------ | ---------------- | --------------------- | --------------- |
| 러시아                                                 | 2008년 10월 17일 | T.A. 뮤직/소유즈 뮤직 | 인터넷 판매     |
| 러시아                                                 | 2008년 10월 21일 | T.A. 뮤직/소유즈 뮤직 | CD              |
| iTunes (제목 "Happy Smiles", 러시아어 노래 포함)       | 2008년 10월 21일 | T.A. 뮤직/소유즈 뮤직 | 온라인 다운로드 |
| Amazon (영어 제목으로 발매되었으나 러시아어 노래 포함) | 2008년 11월 21일 | T.A. 뮤직/소유즈 뮤직 | 온라인 다운로드 |

### 국가별 순위
| 국가           | 순위 |
| -------------- | ---- |
| 러시아         | 7    |
| 미국           | 92   |
| 오스트레일리아 | 78   |
| 프랑스         | 88   |
| 핀란드         | 8    |